# درب المهابيل (فلم)
درب المهابيل فيلم مصري من إنتاج عام 1955.

## قصة الفيلم
في حي شعبي تعيش فتاة مع والديها تقتصد أي مبلغ لتساعد حبيبها الذي يعمل عند العجلاتي البخيل لإتمام زواجهما يشتري العامل ورقة يانصيب لعله يفوز بالجائزة الأولى حتى يتمكن من إتمام الزوج يقدمها لحبيبته لتحتفظ بها ولكن والدها الرجل المتدين يرميها لأن هذا مخالف للدين يلتقطها مجذوب الحارة ويشاء الحظ أن تكون هي الورقة الرابحة بالجائزة الأولى ينقلب هدوء الحارة إلى ضجيج ويطارد كل فرد فيها المجذوب كل واحد يريد جزءًا من المال ويخبئ المجذوب المال في بطن المعزة التي تهرب مع قطيع من الماعز وفي الخلاء يقوم الماعز بتقطيع أوراق البنكنوت المخبأة في بطن ماعز المجذوب.

## بطولة
- شكري سرحان
- برلنتي عبد الحميد
- عبد الغني قمر
- نادية السبع
- توفيق الدقن
- عبد العزيز أحمد
- حسن البارودي
- سعد أردش
- أحمد أباظة
- إلهام زكي
- رفيعة الشال
- شفيق نور الدين
- عبد الغني النجدي
- أحمد الجزيري

## فريق العمل
- إخراج: توفيق صالح
- قصة: نجيب محفوظ
- سيناريو: نجيب محفوظ، توفيق صالح
- حوار: عبد الحميد جودة السحار
- إنتاج: أفلام النجاح
- توزيع: شركة الشرق
- مونتاج: سعيد الشيخ، حسين عفيفي
- موسيقى تصويرية: عبد العزيز محمد
- مدير التصوير: عبد العزيز فهمي

## وصلات خارجية
- درب المهابيل على موقع IMDb (الإنجليزية)
- درب المهابيل على موقع الدهليز
- درب المهابيل على موقع قاعدة بيانات الأفلام العربية
- درب المهابيل على موقع قاعدة بيانات الفيلم (الإنجليزية)
- درب المهابيل على موقع ليتربوكسد (الإنجليزية)
- درب المهابيل على موقع كينوبويسك (الروسية)
- صفحة الفيلم في قاعدة بيانات الأفلام العربية